# Tadeusz Mazowiecki
Tadeusz Mazowiecki ( pronunciació (?·pàg.) (Płock, Polònia, 18 d'abril de 1927 - Varsòvia, 28 d'octubre del 2013), fou un escriptor, periodista, treballador social i polític polonès. Va ser membre fundador del sindicat Solidarność, juntament amb Lech Wałęsa. Va exercir el càrrec de Primer Ministre de la República Popular de Polònia entre el 24 d'agost de 1989 i el 31 de desembre de 1989. Després de la fi del comunisme al país, va romandre en el càrrec de primer ministre fins al 12 de gener de 1991.

## Biografia
Mazowiecki provenia d'una família noble polonesa, que utilitzava l'escut d'armes de Dolega. Cursà l'educació secundària al Liceu Mariscal Stanisław Malachowski (promoció de 1946) i després va passar a estudiar Dret a la Universitat de Varsòvia. No obstant això, mai no es va graduar. Del 1945 al 1955, Mazowiecki va ser membre de l'Associació Catòlica PAX (controlada pels comunistes) de la qual fou expulsat més tard per ser el líder de l'anomenada oposició interna. Entre 1953 i 1955, va ser l'editor en cap del setmanari catòlic Wroclaw (WTK - Wrocławski Tygodnik Katolicki). Sota l'estalinisme a Polònia es va veure involucrat en la difamació, sense fonament, del bisbe de Kielce Czesław Kaczmarek, acusat pels comunistes de ser un espia dels Estats Units i el Vaticà.
El 1957 fou un dels membres fundadors del Club Catòlic d'Intel·lectuals. El 1958 Mazowiecki va fer que el Więź fos mensual i en va esdevenir l'editor en cap. De 1961 a 1972, va ser representant al Sejm (Parlament polonès), i va complir el seu tercer, quart i cinquè mandat com a membre del partit catòlic Znak. Al Sejm (parlament polonès), va plantejar la qüestió de les manifestacions estudiantils que s'esdevingueren el març de 1968.
Després de les protestes dels anys 1970 a Polònia, Mazowiecki va insistir en la creació d'un comitè amb la finalitat de trobar als responsables del vessament de sang. Quan, el 1976, no se li va permetre de presentar-se a un càrrec parlamentari, es va unir a l'oposició.
L'agost de 1980, es va adreçar al Consell d'Experts, que donava suport als treballadors de Gdańsk, que estaven negociant amb les autoritats. A partir de 1981, va ser l'editor en cap del setmanari Tygodnik Solidarność. Arran de la declaració la llei marcial al desembre de 1981, fou detingut i empresonat a Strzebielnik, després a Jaworz i finalment a Darłówko.
Va ser un dels darrers presos a ser alliberats el 23 de desembre de 1982. El 1987, va passar un any a l'estranger, durant el qual s'entrevistà amb polítics i representants sindicals. El 4 d'abril de 1989 participà en els Acords de la Taula Rodona a Magdalenka, prop de Varsòvia. Creia fermament en el procés de la presa del poder pel Partit Obrer Unificat Polonès, a través de la negociació. En aquest sentit tingué un paper actiu en les converses de la Taula Rodona polonesa i es convertí en un dels artífexs més importants de l'acord pel qual s'acordaren les eleccions parcialment lliures, el 4 de juny de 1989, que foren un triomf històric de Solidarność.
En una reunió el 17 d'agost de 1989, el president polonès, el general Jaruzelski, finalment va accedir a la demanda de Lech Wałęsa que el pròxim primer ministre de Polònia havia de ser un membre de Solidaritat. Wałęsa trià Mazowiecki com a candidat de Solidaritat per conduir la propera administració. El 21 d'agost de 1989 el general Jaruzelski designà Mazowiecki com a candidat a primer ministre. El 24 d'agost de 1989, el Sejm van votar a favor del nomenament i Mazowiecki va esdevenir el primer Primer Ministre no comunista en un país del Pacte de Varsòvia.
El seu primer govern fou el resultat d'una àmplia coalició entre Solidarność, Partit Popular Unit i el Partit Demòcrata.
Fou també candidat a les primeres eleccions presidencials lliures. Hi obtingué poc més del 18% dels vots, per la qual cosa no passà de la primera jornada.
Fou membre de la Dieta del 1991 al 2001, primer com a membre de la Unió Democràtica i la Unió de la Llibertat (UW), un partit centrista del qual fou el cap fins al 1995 i president d'honor després.
Mazowiecki fou el comissionat de les Nacions Unides per a l'exIugoslàvia de 1992 i 1995. Va prendre nota de la incapacitat de l'Organització per impedir els abusos contra la població civil, especialment a Srebrenica, i presentà un informe que involucrava les diferents parts en el conflicte a Bòsnia i Hercegovina abans de dimitir del càrrec.
En no poder ser reelegit el 2001, va abandonar la Unió de la Llibertat 2002.

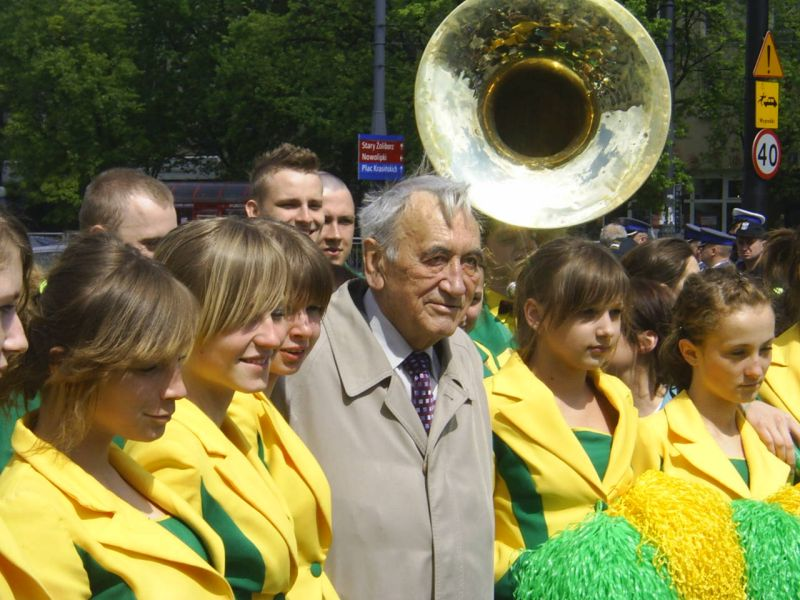
Tadeusz Mazowiecki, en 2007.

Mazowiecki va ser més tard un dels fundadors del Partit Democràtic el 2005, que aplegava l'ala progressista de la Unió de la Llibertat, formada principalment per antics intel·lectuals de Solidarność i personalitats del món de l'art, incloent Marek Belka, Jerzy Hausner, Władysław Frasyniuk, Janusz Onyszkiewicz, Bronisław Geremek, Marek Edelman, Agnieszka Holland, etc.
Líder del partit fins al 2006, decidí llavors retirar-se de la política activa després del fracàs del seu partit en les eleccions parlamentàries del 2005.
A l'octubre del 2010, el president de la República de Polònia, Bronisław Komorowski, l'elegí assessor de la política interior i exterior.
Mazowiecki fou un ferm defensor de la causa europea, i tingué un paper important en l'adhesió del seu país a la Unió
Morí a Varsòvia el 28 d'octubre del 2013, a l'edat de 86 anys.